# Internationale Vereinigung islamischer Banken
Die Internationale Vereinigung islamischer Banken (International Association of Islamic Banks (IAIB); arabisch الاتحاد الدولي للبنوك الإسلامية, DMG Ittiḥād al-Dawlī li-l-Bunūk al-Islāmīya) wurde 1977 in Dschidda, Saudi-Arabien, gegründet zur Stärkung und Förderung der Zusammenarbeit und Koordinierung der bestehenden nationalen islamischen Banken. Ihr Hauptsitz befindet sich in Kairo in Ägypten.
Einem Bericht dieses Verbandes zufolge soll es 176 islamische Bankinstitutionen auf der Welt geben, von denen sich 47 % in Süd- und Südost-Asien, 27 % in GCC (= Golf-Kooperationsrat) und dem Mittleren Osten, 20 % in Afrika und 6 % in den westlichen Ländern befinden.
Ihr langjähriger Generalsekretär, der Ägypter Ahmed El-Naggar (* 1932), hatte bereits in seiner Kölner Doktorarbeit dargelegt, wie man Zinsen (Ribā) und weitere Verbote vermeiden und gleichzeitig Geldgeschäfte abschließen könne.